# Penuguan
Penuguan is een bestuurslaag in het regentschap Banyuasin van de provincie Zuid-Sumatra, Indonesië. Penuguan telt 4709 inwoners (volkstelling 2010).